# خیابان برادوی

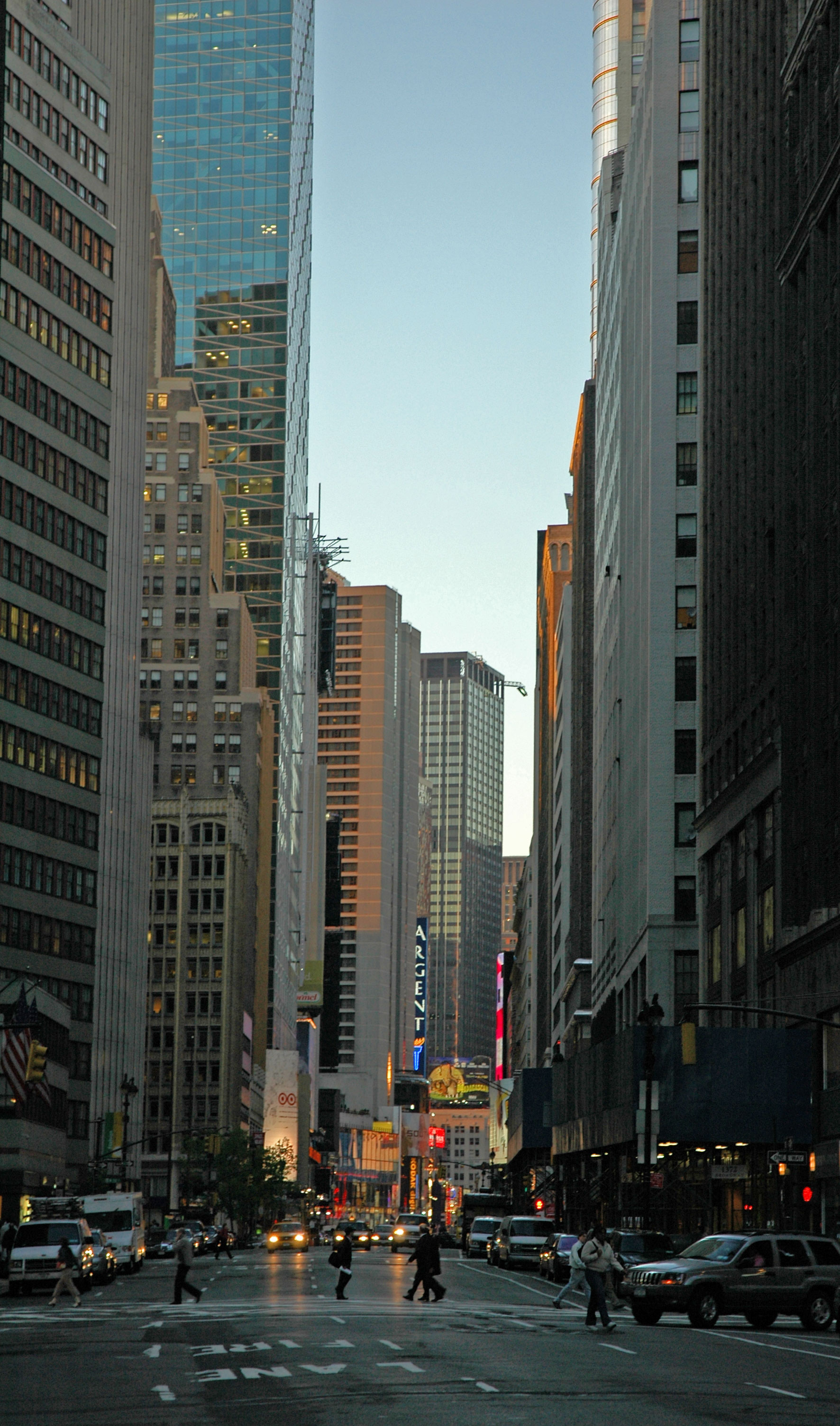
تقاطع برادوی و خیابان سی و هشتم

خیابان برادوی (به انگلیسی: Broadway Avenue) از خیابان‌های مشهور شهر نیویورک است که در بخش منهتن قرار گرفته‌است.

## پایتخت تئاتر جهان
منطقه برادوی به پایتخت تئاتر جهان نیز شهرت یافته‌است. این سالنها از خیابان چهل دوم تا پنجاهم نیویورک را شامل می‌شود.
تئاتر برادوی از اوایل قرن بیستم شروع به کار کرد و به سرعت مورد استقبال عمومی قرار گرفت و در دهه ۱۹۲۰ به اوج شکوفایی خود رسید و ۲۰۰ نمایش کمدی موزیکال اجرا شد. بعدها با آمدن سینما و تلویزیون به تدریج نزول کرد.

## خیابان افسانه‌ای
قسمتی از برادوی که در میدان تایمز واقع است به نام راه سفید بزرگ (به انگلیسی:Great White Way) نامیده می‌شود و یک خیابان افسانه‌ای است بدین جهت که الهام بخش بسیاری از فیلم‌ها و آهنگ‌ها بوده و هر ساله میلیونها توریست را به خود جلب می‌کند.
مارلون براندو ،باربارا استرایسند، گریس کلی و رابرت ردفورد پیش از شهرت در سینما اول بار در نمایش‌های تئاتر برادوی به روی صحنه رفتند و خوانندگان مشهوری نیز همچون ادیت پیاف و شارل آزناوور نیز اجرا داشته‌اند.
مشهورترین کمدی موزیکالی که خود نیز به افسانه تبدیل شد و در برادوی برای اولین بار در سال ۱۹۵۷ بر روی صحنه رفت داستان وست ساید است و همچنین نمایش گربه‌ها که از اولین نمایش در سال ۱۹۸۱ تاکنون ۹۰۰۰ بار اجرای مجدد داشته‌است.

## نگارخانه

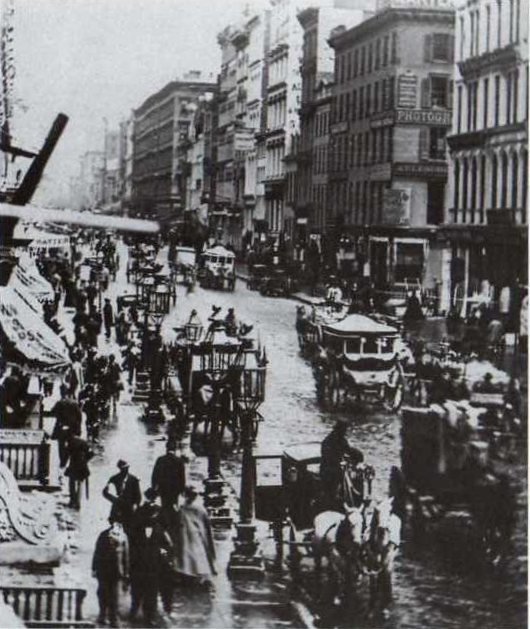
۱۸۶۰
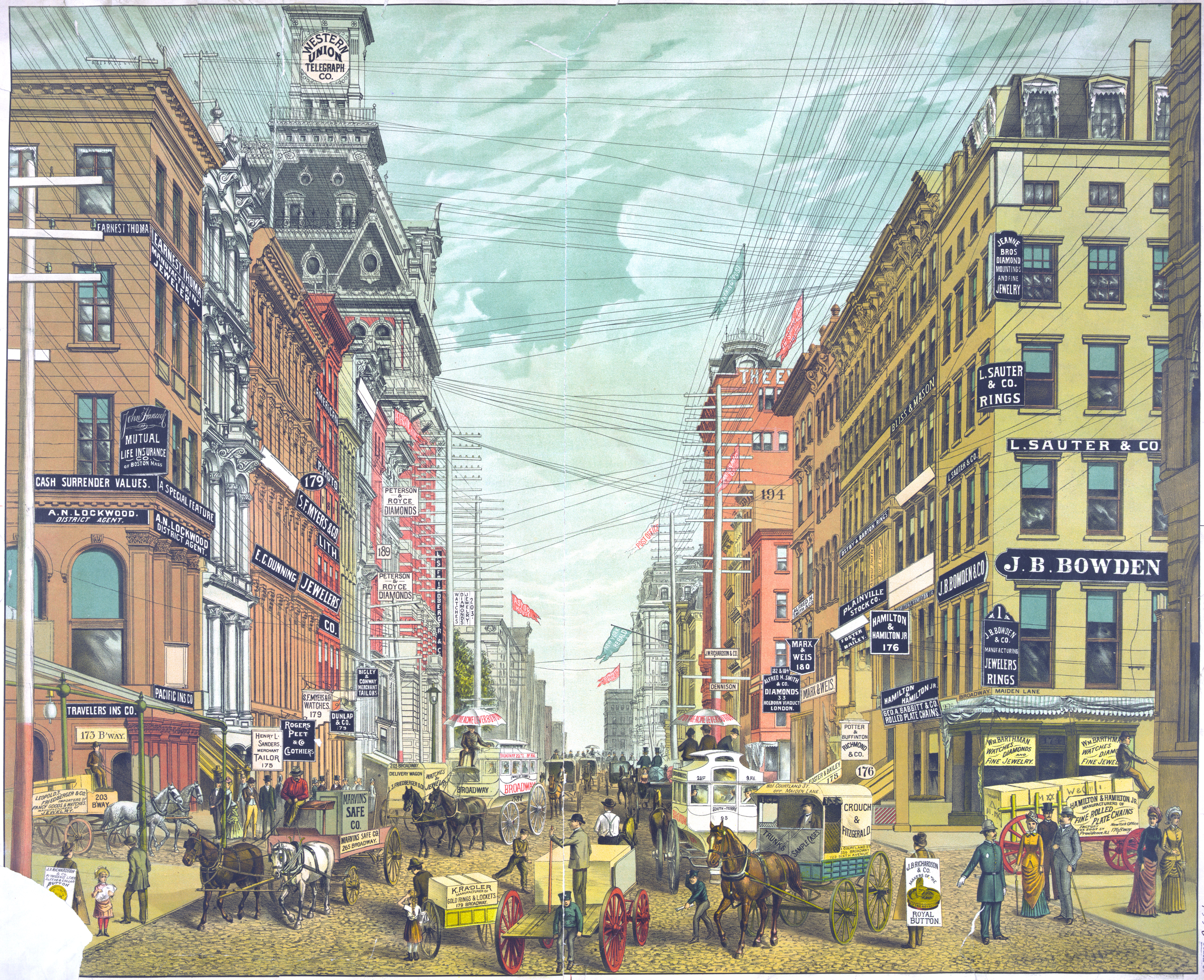
۱۸۸۵
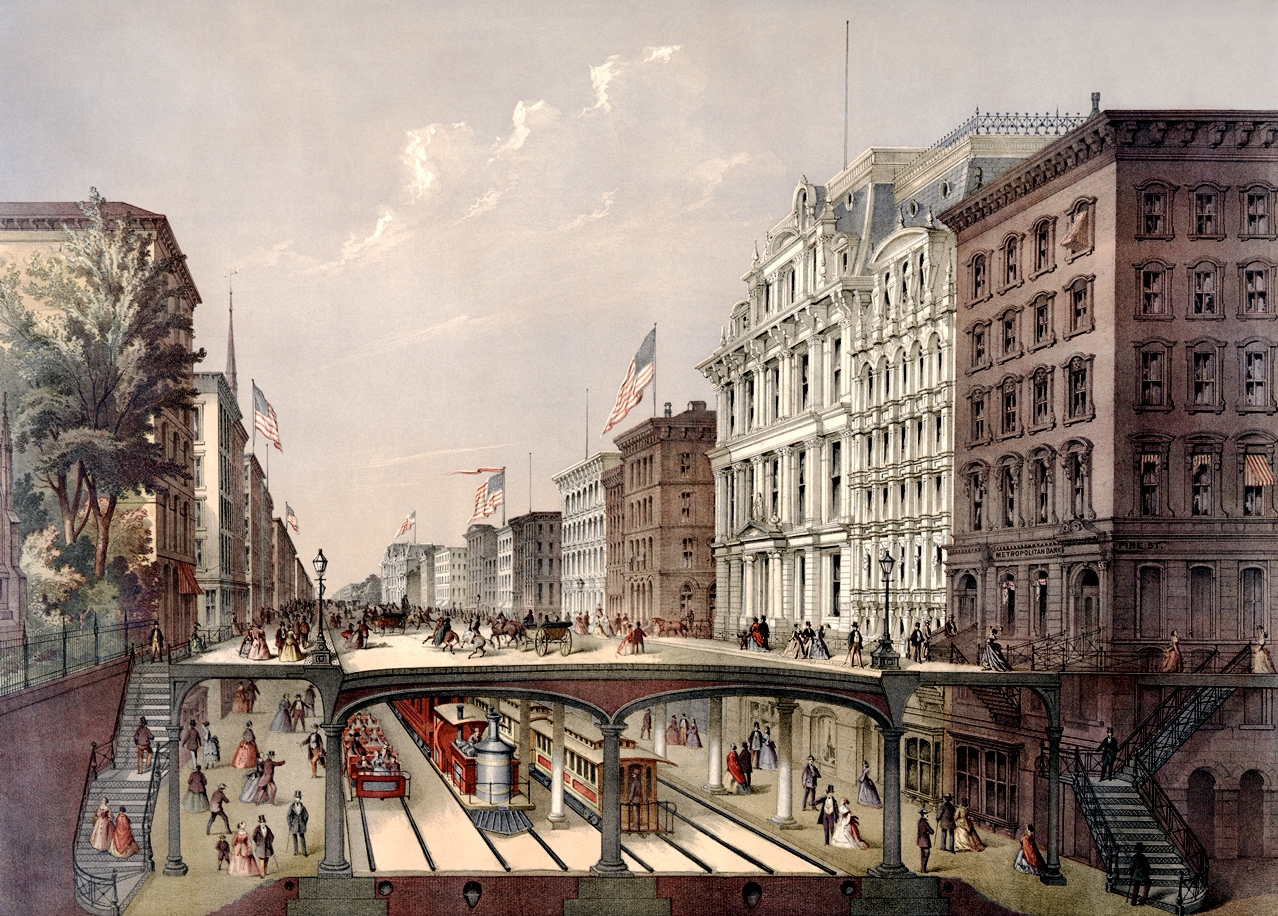
۱۸۶۸
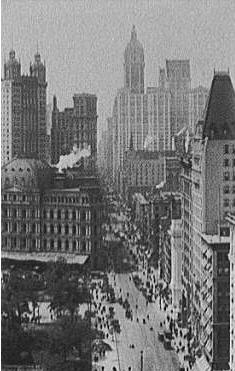
۱۹۰۹
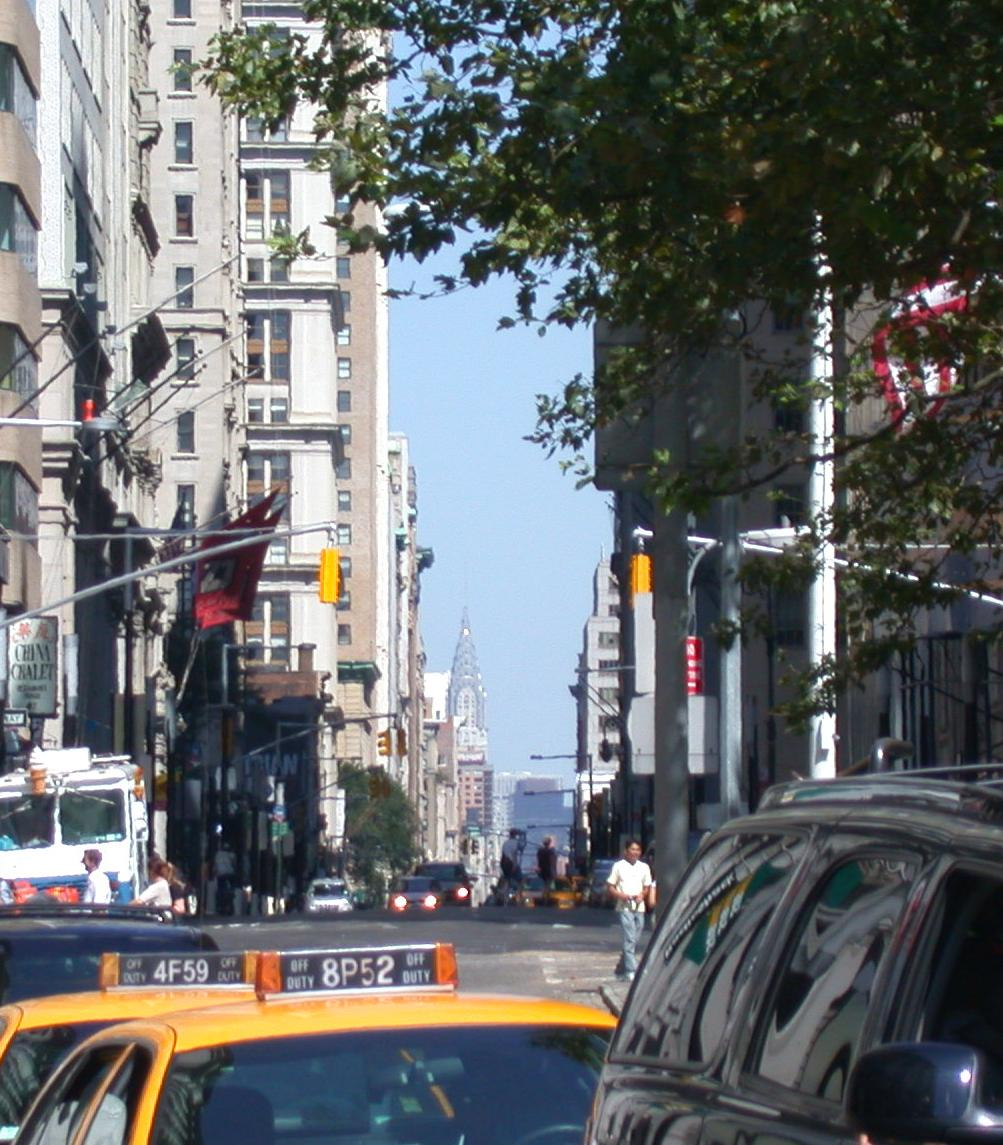
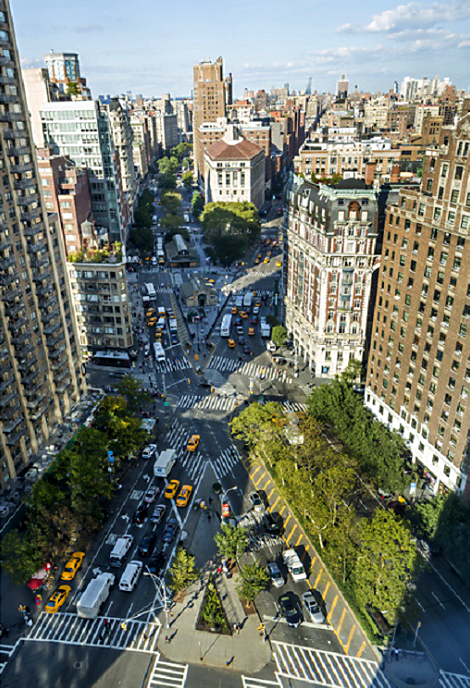
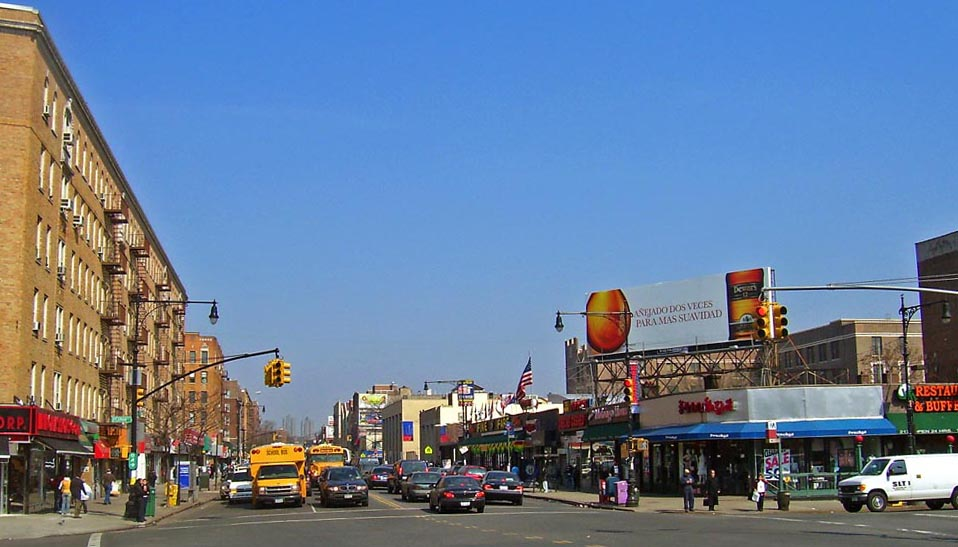
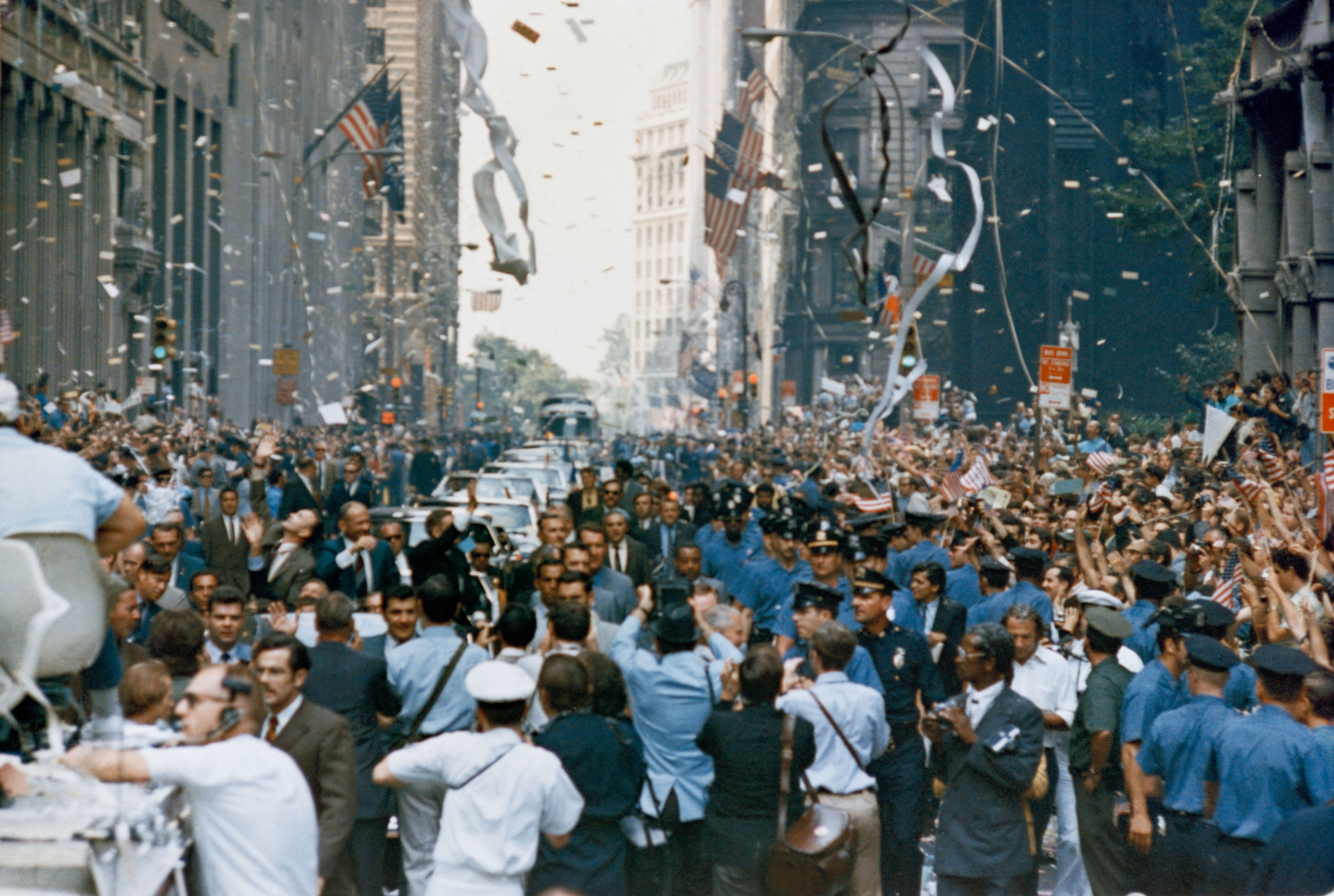
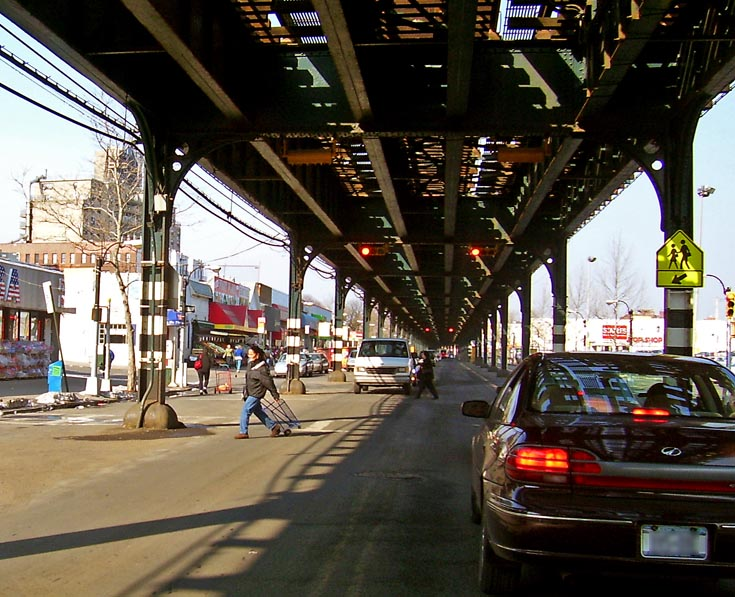
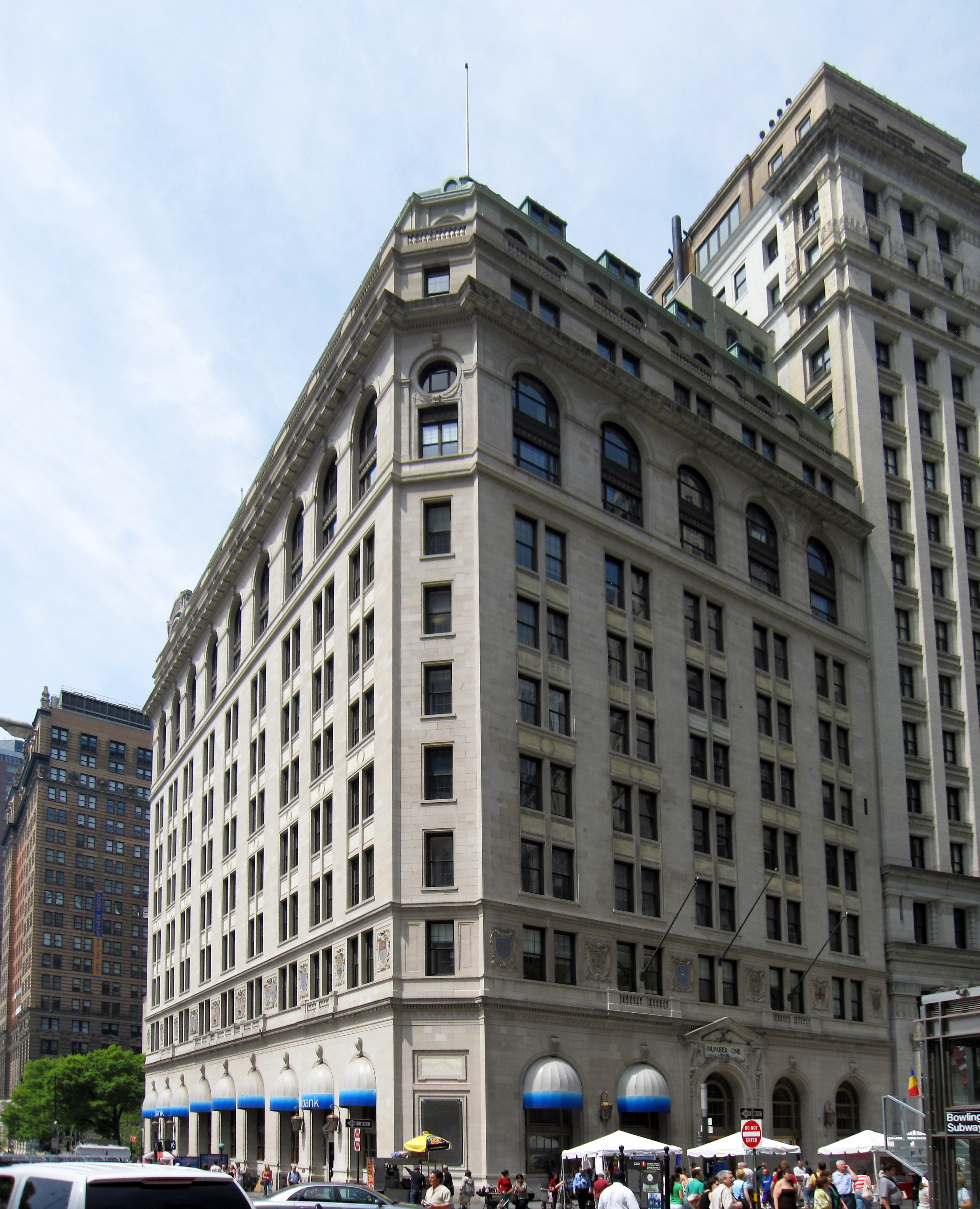